# CNR1
CNR1 (англ. Cannabinoid receptor 1) – білок, який кодується однойменним геном, розташованим у людей на короткому плечі 6-ї хромосоми. Довжина поліпептидного ланцюга білка становить 472 амінокислот, а молекулярна маса — 52 858.
| 10         |  | 20         |  | 30         |  | 40         |  | 50         |
| ---------- |  | ---------- |  | ---------- |  | ---------- |  | ---------- |
| MKSILDGLAD |  | TTFRTITTDL |  | LYVGSNDIQY |  | EDIKGDMASK |  | LGYFPQKFPL |
| TSFRGSPFQE |  | KMTAGDNPQL |  | VPADQVNITE |  | FYNKSLSSFK |  | ENEENIQCGE |
| NFMDIECFMV |  | LNPSQQLAIA |  | VLSLTLGTFT |  | VLENLLVLCV |  | ILHSRSLRCR |
| PSYHFIGSLA |  | VADLLGSVIF |  | VYSFIDFHVF |  | HRKDSRNVFL |  | FKLGGVTASF |
| TASVGSLFLT |  | AIDRYISIHR |  | PLAYKRIVTR |  | PKAVVAFCLM |  | WTIAIVIAVL |
| PLLGWNCEKL |  | QSVCSDIFPH |  | IDETYLMFWI |  | GVTSVLLLFI |  | VYAYMYILWK |
| AHSHAVRMIQ |  | RGTQKSIIIH |  | TSEDGKVQVT |  | RPDQARMDIR |  | LAKTLVLILV |
| VLIICWGPLL |  | AIMVYDVFGK |  | MNKLIKTVFA |  | FCSMLCLLNS |  | TVNPIIYALR |
| SKDLRHAFRS |  | MFPSCEGTAQ |  | PLDNSMGDSD |  | CLHKHANNAA |  | SVHRAAESCI |
| KSTVKIAKVT |  | MSVSTDTSAE |  | AL         |  |            |  |            |

A: Аланін

C: Цистеїн

D: Аспарагінова кислота

E: Глутамінова кислота

F: Фенілаланін

G: Гліцин

H: Гістидин

I: Ізолейцин

K: Лізин

L: Лейцин

M: Метіонін

N: Аспарагін

P: Пролін

Q: Глутамін

R: Аргінін

S: Серин

T: Треонін

V: Валін

W: Триптофан

Кодований геном білок за функціями належить до рецепторів, g-білокспряжених рецепторів, білків внутрішньоклітинного сигналінгу, фосфопротеїнів. 
Задіяний у такому біологічному процесі, як альтернативний сплайсинг. 
Локалізований у клітинній мембрані, мембрані, мітохондрії, клітинних відростках, зовнішній мембрані мітохондрій.